# صموئيل ميلر
صموئيل ميلر (بالإنجليزية: Samuel Miller) (و. 1769 – 1850 م) هو عالم عقيدة، ولد في دوفر، ديلاوير، توفي عن عمر يناهز 81 عاماً.

## التعليم
تعلم في جامعة بنسلفانيا.